# NGC 4734
NGC 4734 est une galaxie spirale située dans la constellation de la Vierge. Sa vitesse par rapport au fond diffus cosmologique est de 7 835 ± 23 km/s, ce qui correspond à une distance de Hubble de 115,6 ± 8,1 Mpc (∼377 millions d'al). NGC 4734 a été découverte par l'astronome britannique John Herschel en 1828.
La classe de luminosité de NGC 4734 est III et elle présente une large raie HI.